# Domini del Pakistan
El Domini del Pakistan fou un estat federal independent de la Commonwealth establit el 1947 arran de la Partició de l'Índia, que convertí l'antic Raj Britànic en dos estats independents (l'altre fou el Domini de l'Índia). El Domini del Pakistan incloïa els actuals Pakistan i Bangladesh i es va crear per servir de llar als musulmans del subcontinent indi. L'estat esdevingué la República Islàmica de Pakistan l'any 1956 i la part oriental es convertí en la Bangladesh l'any 1971.